# Hedy Lamarrová
Hedy Lamarrová (9. listopadu 1914 Vídeň, Rakousko-Uhersko – 19. ledna 2000 Orlando, Florida, USA), narozená jako Hedwig Eva Maria Kiesler, byla rakousko-americká herečka a vynálezkyně, která byla považována za jednu z nejkrásnějších hereček stříbrného plátna. Během druhé světové války vymyslela společně s Georgem Antheilem navigační systém FHSS, který se stal základem komunikačních sítí wi-fi nebo bluetooth.

## Život
Narodila se ve Vídni do zámožné židovské rodiny. Otec Emil Kiesler (1876–1935) byl ředitelem banky, matka Gertrude, rozená Lichtwitzová (1894–1977) pocházela z budapešťské aristokratické rodiny a byla koncertní pianistkou. Předkové matky pocházeli z Moravy. Hedwig dostala velmi dobré vzdělání, učila se na klavír, chodila do baletu, mluvila třemi jazyky. Přitom se u ní projevovalo i technické nadání. Po skončení střední školy se zapsala na studium herectví na škole Maxe Reinhardta v Berlíně. Po několika krátkých filmech byla oslovena do hlavní role Machatého filmu Extase, který se pro její kariéru stal přelomovým. Krátce po natočení filmu se Hedwig provdala.
Prvním manželem byl o třináct let starší německý průmyslník a zbrojařský magnát Friedrich Mandl. Byl chorobně žárlivý, často tropil scény a dal svoji manželku neustále střežit. Snažil se z celého světa skoupit všechny kopie Machatého filmu Extase. Hedy se toužila ze svého zajetí dostat. Nakonec v převlečení za služku a s bohatou kolekcí šperků vycestovala do Francie a v r. 1937 se nechala na dálku rozvést. Ve třiadvaceti letech se vydala do USA. Byla hvězdou první velikosti, ale opravdového úspěchu dosáhla pouze ve filmu Samson a Dalila z roku 1949. Podle její tváře byla vytvořena Sněhurka v kresleném filmu Walta Disneyho, byla předlohou pro Kočičí ženu.
Během svého života byla Hedy Lamarrová šestkrát vdaná a kromě toho prožila mnoho mileneckých vztahů. Se třetím manželem, hercem Johnem Loderem, měla dceru Denise a syna Anthonyho. Se druhým manželem adoptovali syna Jamese, kterého však ve dvanácti letech dala na vychování jiné rodině. Se svým pátým manželem W. Howardem Lee se přestěhovala do Texasu a stala se opět ženou v domácnosti. S jeho finanční podporou vybudovala horskou chatu po vzoru Alpských chat v Rakousku v americkém středisku Aspen v Coloradu. Po rozvodu o vše přišla a byla nucena se vzdát i této nemovitosti.
Hedy Lamarrová byla velmi inteligentní žena se zájmem o techniku. Vedle své herecké kariéry se věnovala řešení různých technických problémů a je autorkou několika vynálezů. S podporou svého bohatého přítele, majitele letecké továrny Howarda Hughese, navrhla lepší konstrukci křídel letadel. Vylepšila světelné semafory, vymyslela rozpustné šumivé tablety Coca-Coly, svítící obojky pro psy nebo také krabici, z níž se dají postupně vytahovat papírové kapesníky. Jejím největším a nejznámějším vynálezem byl v roce 1941 systém pro tajnou komunikaci, princip tzv. rozprostřeného spektra s přeskakováním kmitočtů (anglicky Frequency Hopping Spread Spectrum; FHSS). V průběhu 2. světové války také kromě vynálezů pomáhala propagovat válečné dluhopisy americké armády.

V roce 1998 použila softwarová společnost Corel na obal a propagaci svého grafického programu Corel DRAW 8 překreslenou fotografii Hedy Lamarrové, ale bez svolení. Z následného soudního sporu si Lamarrová odnesla 200 000 dolarů.

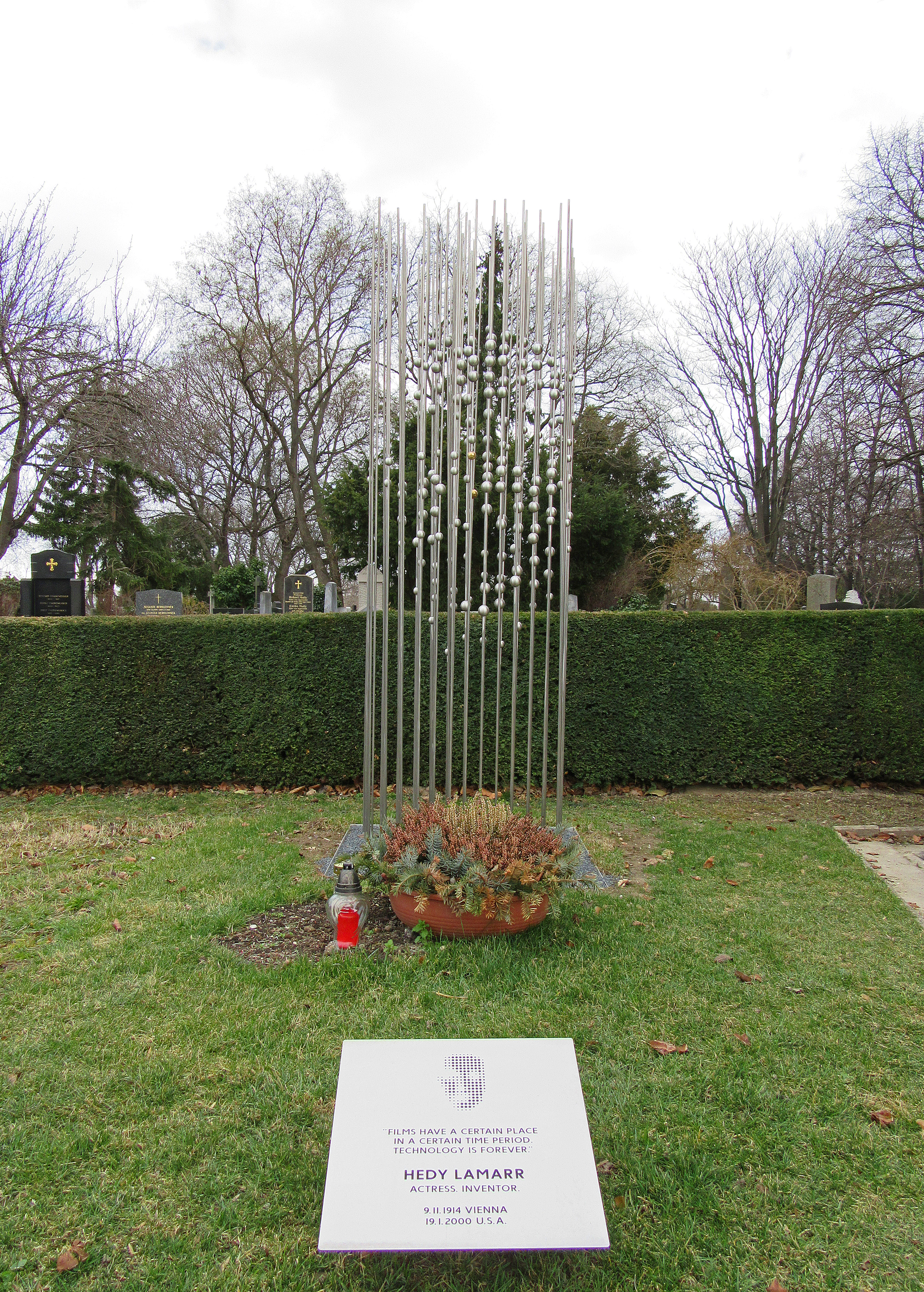
Čestný hrob - Vídeňský ústřední hřbitov, hrobové místo 33/80

## Kariéra

### Počátky u filmu aExtase
Filmovat začala už v šestnácti letech ve filmových studiích ve Vídni, kde během dvou let natočila čtyři filmy, převážně epizodní role. V roce 1932 ji obsadil český režisér Gustav Machatý do filmu Extase, který svými erotickými scénami vyvolal senzaci a přinesl Hedwig světovou slávu. V tomto progresivním a stylově vyhraněném filmu hrála několik minut nahá, a rovněž poprvé inscenovala ve filmu ženský orgasmus. To byl pro tehdejší společnost takový šok, že film odsoudil mj. papež Pius XII. a Adolf Hitler ho dokonce zakázal. Ve většině kopií (amerických i evropských) byly vybrané scény s nahou herečkou vystřiženy.

### Smlouva s MGM
Vzhledem ke svému židovskému původu se rozhodla v roce 1937 uprchnout, nejprve do Londýna, později do USA. Producent Louis B. Mayer se v té době snažil najmout všechny herce, kteří prchali z nacistického Německa a oslovil také Hedy Lamarrovou (tehdy ještě Hedy Kiesler). Mayer jako tehdejší šéf filmové společnosti Metro-Goldwyn-Mayer (MGM) měl o angažmá zájem. Nabídl jí týdenní gáži 125 dolarů, kterou odmítla. Na lodi po cestě do USA okouzlila Mayera natolik, že jí nabídl gáži 600 dolarů a smlouvu na sedm let. Vymyslel pro ni také nové umělecké jméno Hedy Lamarr a angažoval ji do několika filmů. Prvním filmem, který natočila v Hollywoodu pro studio MGM, byl snímek Alžír (1938). Později hrála v několika dramatech, nicméně dostávala role i v podřadných filmech, jako byl snímek White Cargo (1942). Po válce opustila studio MGM a natočila několik ambiciózních dramat, jako Záhadná žena (1946) a Dishonored Lady (1947). Obrat v kariéře nastal poté, co ji oslovil režisér a producent Cecil B. de Mille pro připravovaný velkofilm Samson a Dalila.

### Samson a Dalila
Ve snímku Samson a Dalila (1949) dostala roli svůdkyně, ale ta byla jenom posledním vzepětím před definitivním úpadkem. Z pohledu její kariéry byl film natočený podle biblických námětů trhákem, další nabídku legendárního režiséra a producenta Cecila B. de Milla však Hedy Lamarrová odmítla. Film byl oceněn dvěma Oscary, za výpravu a kostýmy, a byl nominován v dalších třech kategoriích: kamera, speciální efekty, hudba. V roce 1954 se Lamarr rozhodla realizovat epický historický film, se kterým chtěla zopakovat úspěch Samsona a Dalily. V Itálii začala pracovat na produkci filmu Eternal Feminas společně s Georgem Ulmerem. Ten od projektu odstoupil, scénář byl upraven a dokončen pod názvem L'amante di Paride (Loves of Three Queens). Lamarr ve filmu hraje trojroli tří královen, které podlehnou vábení lásky a obětují se pro ni. Snímek byl komerčním propadákem a znamenal téměř definitivní konec kariéry. Svou filmovou kariéru ukončila v roce 1958.

## Elektrotechnika

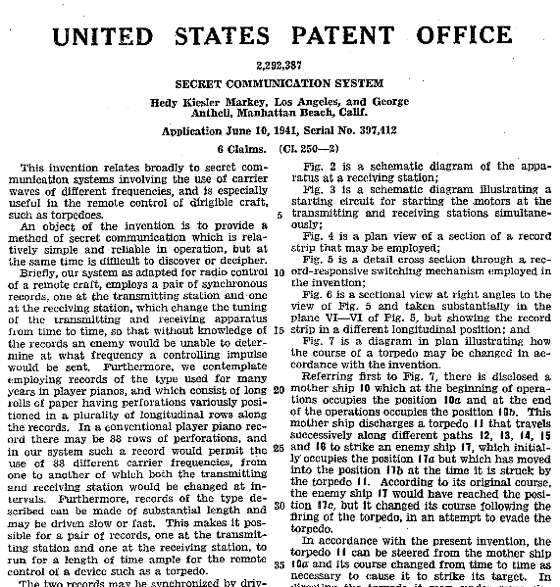
Kopie patentu na tajný komunikační systém

Její manžel Friedrich Mandl ve svém domě hostil četné významné armádní důstojníky a zbrojní odborníky, kteří otevřeně diskutovali o různých vojenských problémech. V té době právě zkoušeli nový systém dálkového řízení torpéd pomocí rádiových signálů. Problémem byla ochrana signálů proti odposlechu a rušení. Jako hostitelka byla přítomna u těchto rozhovorů mladá Mandlova žena. Nikdo nepředpokládal, že by mladá kráska mohla mít o odborné řeči zájem nebo jim rozumět. To byl velký omyl, mladá paní o problém zájem měla a později přišla s vlastním vynálezem. Pokud se bude nosná frekvence signálů nepravidelně v krátkých intervalech měnit, nebude odposlech možný. Musela být ještě vyřešena synchronizace ladění vysílače a přijímače.
V letech 1923–1925 George Antheil pro film Mechanický balet složil hudbu pro 16 mechanických klavírů (pianol), které měly hrát synchronně. Ve spolupráci s Hedy Lamarrovou v roce 1940 tento princip oprášil a spolu dospěli k představě radiotechnické přenosové cesty, u níž by se synchronně, pomocí děrné pásky, přelaďoval jak vysílač, tak přijímač. Postup, kdy při přenosu informací se vysílač a přijímač synchronně přelaďují na další a další frekvence a který je znám pod zkratkou FHSS (Frequency-hopping-spread-spectrum), tedy zvláštní druh modulace odolné proti odposlechu, si Antheil a Lamarrová nechali patentovat v roce 1942, přičemž svůj vynález dali bezplatně k dispozici americkému námořnictvu. Podle jejich představ se měl používat k navádění řiditelných torpéd.
Americké námořnictvo ale během války vynález obou umělců nevyužila a teprve v roce 1959, když vypršela patentová práva, se myšlenky ujala americká elektrotechnická firma Sylvania Electronic Systems Division a v přísném utajení, neboť se jednalo o vojenský projekt, vyvinula sdělovací systém s přeladitelnou nosnou frekvencí. Pochopitelně již nebyl řízen děrnou páskou, ale využíval tranzistorové obvody. Poprvé byl „bojově“ nasazen za karibské krize v roce 1962 a uvolněn pro civilní použití až v polovině 80. let. Právě včas, aby se mohl podílet na vzniku družicových komunikačních sítí (satelitních telefonů). Dnes se systémy FHSS široce používají a tvoří nedílnou součást IT (sítí Wi-Fi a systémů Bluetooth). Tento přenos nalezneme u GPS satelitů, satelitní televize a v sítích mobilních telefonů. Za svůj vynález nikdy nedostali ani cent. Nicméně hollywoodská filmová hvězda se alespoň dočkala morální satisfakce. V roce 1997 bylo Hedy Lamarrové, snad jako jediné herečce v historii, uděleno v USA čestné uznání za zásluhy o rozvoj elektrotechniky.

## Pozdní život
Po posledním rozvodu v roce 1965 se stáhla do ústraní a žila až do konce života sama na Floridě. Těžce snášela postupnou ztrátu své bývalé krásy, trpěla depresemi, ztrácela zrak. V průběhu šedesátých let Lamarrová propadla drogové závislosti a snažila se uchovat si svou mladistvou krásu pomocí série plastik. Pozdější plastiky její vzhled spíše zhoršily, Lamarrová se stáhla z veřejného dění a žila skromným a uzavřeným životem. Odloučila se také od svých dvou dětí. Hedy Lamarrová zemřela ve spánku v roce 2000 v 85 letech. Syn Anthony na její přání nechal rozptýlit její popel na centrálním hřbitově ve Vídni.

## Galerie

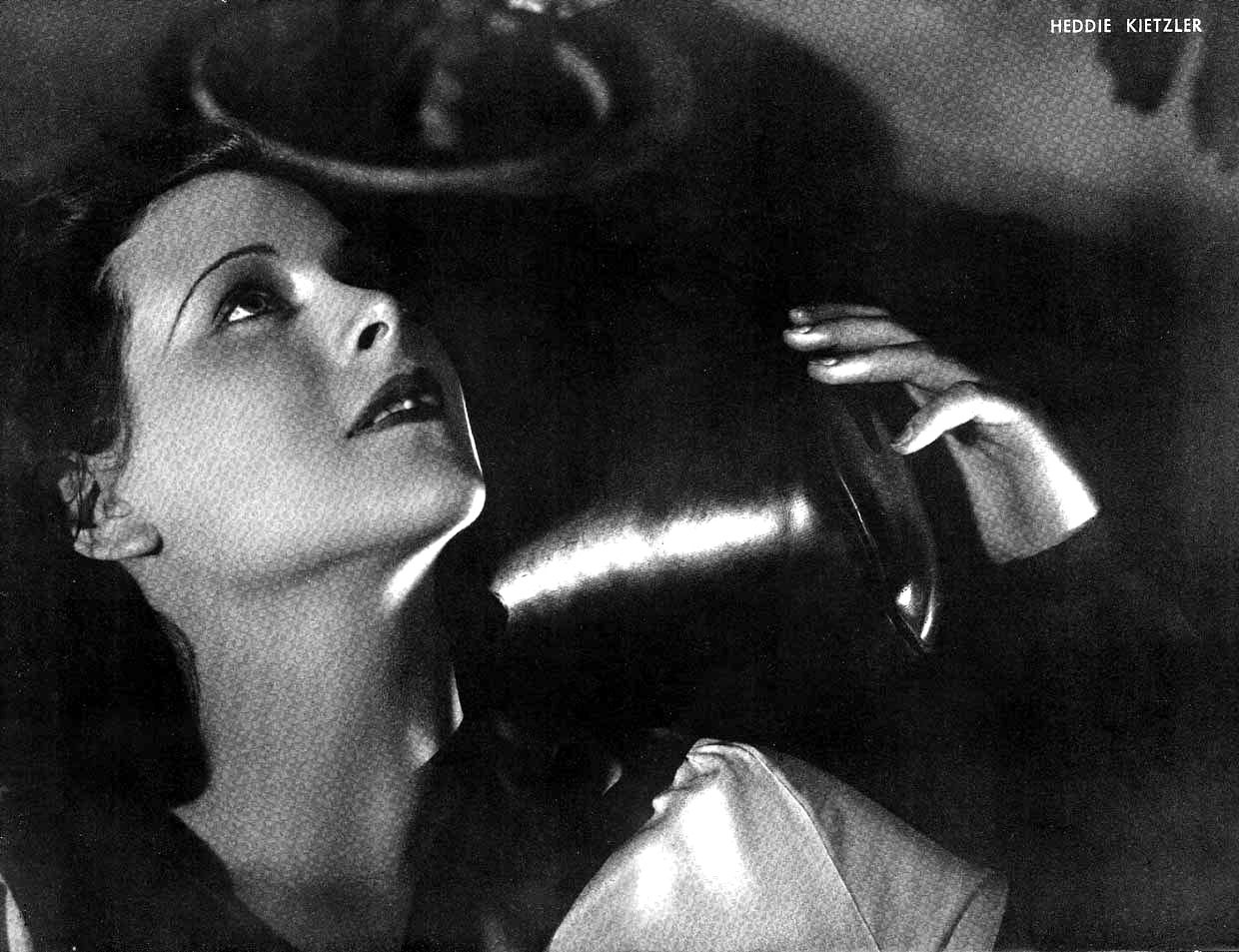
Propagační foto, počátek 30. let
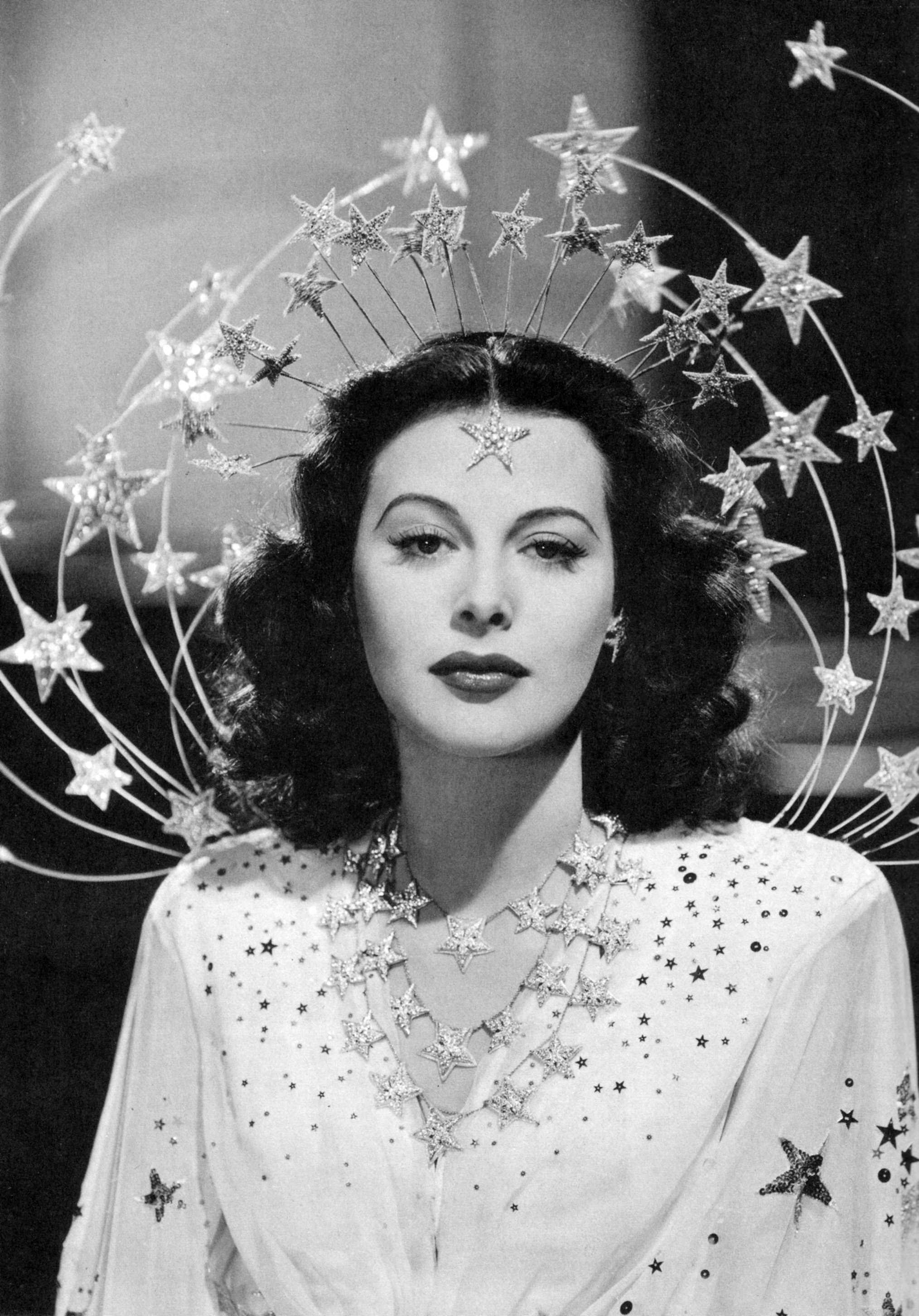
ve filmu Ziegfeld Girl (1941)
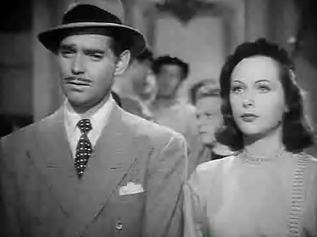
S Clarkem Gablem ve filmu Comrade X (1940)
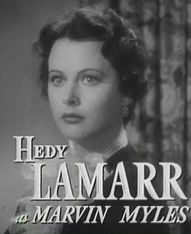
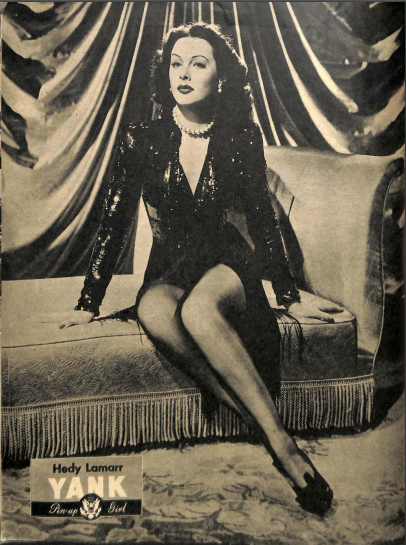
V roce 1943
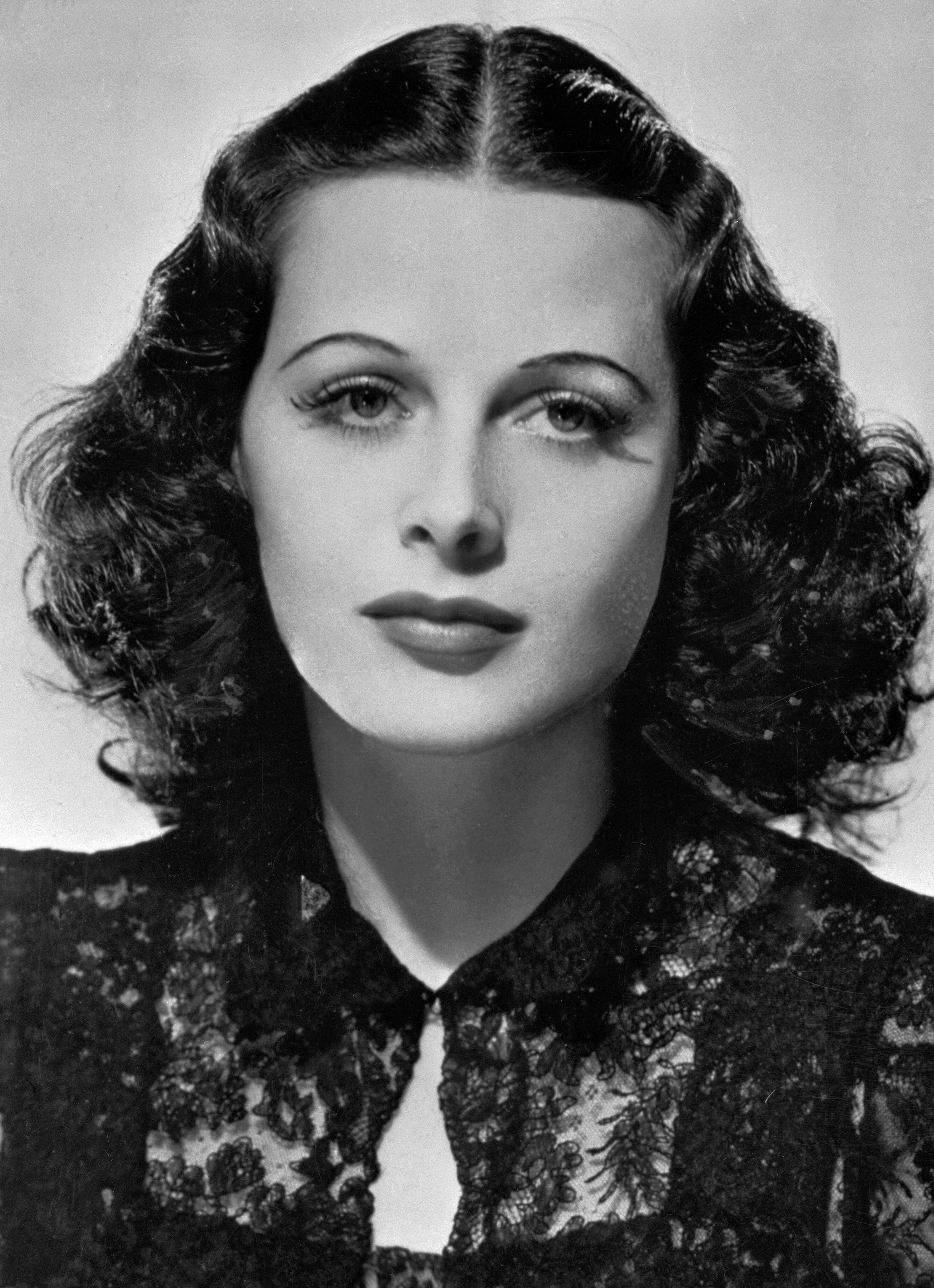
V roce 1939
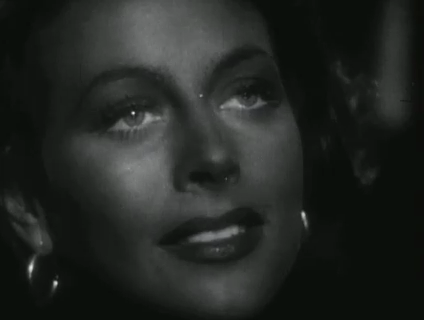
Ve filmu White Cargo (1942)
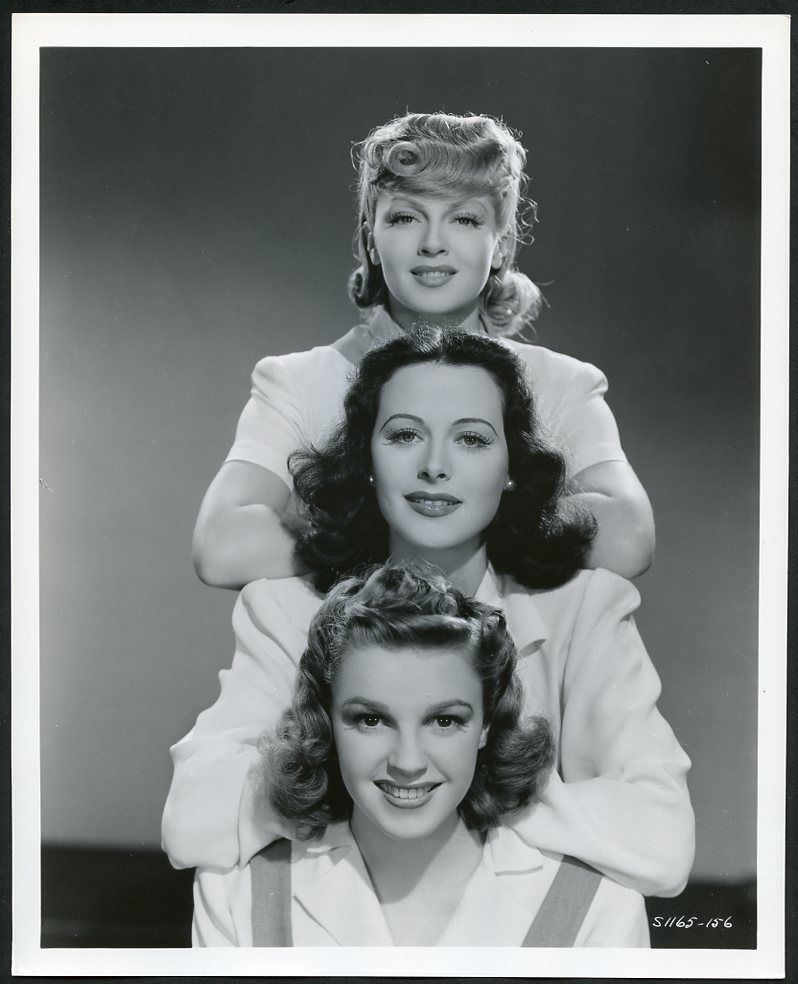
V komedii Lets Live a Little (1945)
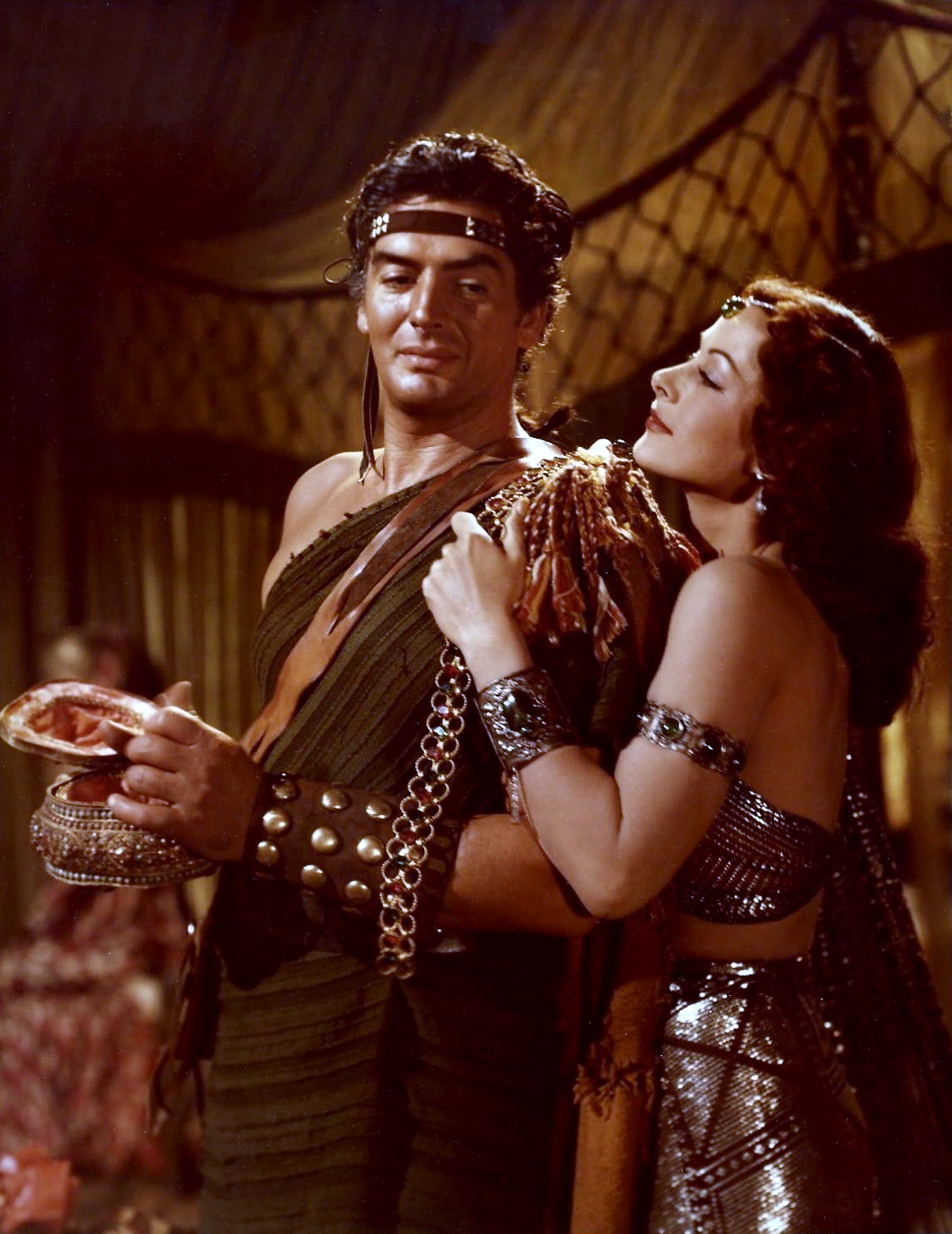
Ve filmu Samson a Dalila (1949)
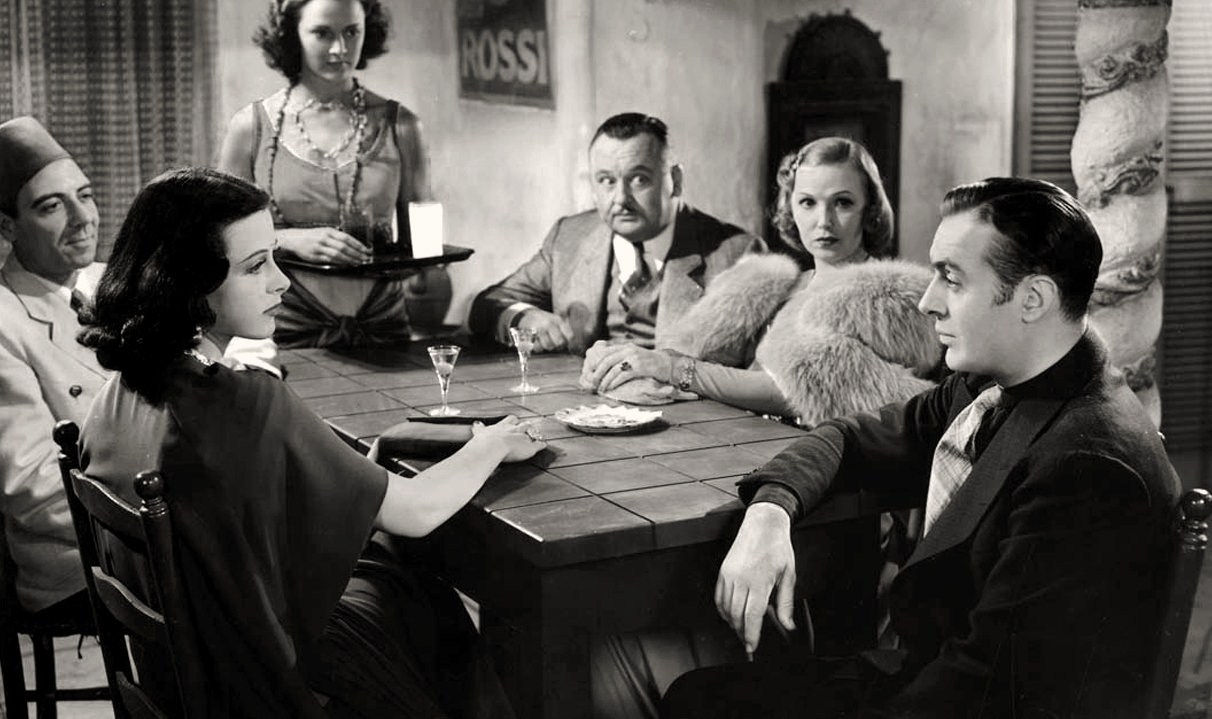
V první americké roli, film Alžír (1938)

## Výstavy
- Lady Bluetooth. Hedy Lamarr, Das Jüdische Museum der Stadt Wien, Vídeň, 27. listopad 2019 - 10. květen 2020, kurátorka: Andrea Winklbauer[8]

## Citáty
| „ | Kterákoli dívka může vypadat překrásně. Stačí, když bude klidně stát a tvářit se přihlouple. | “ |

| „ | Uspět v byznysu, vědě a politice je pro ženu lehčí v Americe než v Evropě. | “ |

## Filmografie (výběrová)
- 1930 Geld auf der Straße (režie Georg Jacoby)
- 1931 Man braucht kein Geld (režie Carl Boese)
- 1931 Bouře ve sklenici vody (režie Georg Jacoby)
- 1933 Extase (režie Gustav Machatý)
- 1938 Alžír (režie John Cromwell)
- 1939 Lady of the Tropics (režie Jack Conway, Leslie Fen)
- 1940 Tekuté zlato (režie Jack Conway)
- 1940 I Take This Woman  (režie Josef von Sternberg, W. S. Van Dyke, Frank Borzage)
- 1940 Comrade X (režie King Vidor)
- 1940 Ziegfeld Girl (režie Robert Z. Leonard, Busby Berkeley)
- 1941 Come Live with Me (režie Clarence Brown)
- 1942 White Cargo (režie Richard Thorpe)
- 1942 Pláň Tortilla (režie Victor Fleming)
- 1942 Crossroads (režie Jack Conway)
- 1944 The Heavenly Body (režie Alexander Hill)
- 1944 The Conspirators (režie Jean Negulesco)
- 1944 Experiment Perilous (režie Jacques Tourneur)
- 1945 Her Highness and the Bellboy (režie Richard Thorpe)
- 1946 Zahadná žena (režie Edgar G. Ulmer)
- 1947 Dishonored Lady (režie Robert Stevenson)
- 1948 Let's Live a Little (režie Richard Wallace)
- 1949 Samson a Dalila (režie Cecil B. DeMille)
- 1950 Copper Canyon (režie John Farrow)
- 1950 A Lady Without Passport (režie Joseph H. Lewis)
- 1951 My Favorite Spy (režie Norman Z. McLeod)
- 1954 Eternal Feminas (režie Marc Allégret, Edgar G. Ulmer)
- 1957 The Story of Mankind (režie Irwin Allen)
- 1958 The Female Animal (režie Harry Keller)

## Obraz v umění
- V roce 2008 byla  v jednom z newyorských divadel  uvedena hra Frequency Hopping založená na příběhu  Lamarrové a Antheila. Hru napsala a nastudovala Elyse Singer a scénář získal cenu za nejlepší novou hru o vědě a technice v rámci projektu  STAGE  podporujícího  spolupráci mezi umělci a vědci.

- 2015 Hedy Lamar byla jednou z osobností uvedených na výstavě Kalliope Austria: Ženy ve společnosti, v kultuře a ve vědě[9]
- V roce 2016 byla Lamarrová ztvárněna ve dvou představeních pro jednoho herce na newyorské scéně: HEDY! The Life and Inventions of Hedy Lamarr  a Stand Still and Look Stupid: The Life Story of Hedy Lamarr.
- V roce 2017 natočila režisérka Alexandra Dean dokument Bombshell: The Hedy Lamarr Story, který byl uveden v roce 2024 na AFO
- V roce 2019 složil herec a hudebník Johnny Depp s Tommym Henriksenem píseň s názvem This Is a Song for Miss Hedy Lamarr.
- 2023 Tomáš Loužný: Extáze, divadelní hra na motivy ze života Hedy Lamarr. Představení se hrálo v prostředí plaveckého bazénu pod Barrandovskými terasami[10]